# Підлужненська сільська рада
Підлу́жненська сільська́ ра́да — орган місцевого самоврядування в Костопільському районі Рівненської області. Адміністративний центр — село Підлужне.

## Загальні відомості
- Підлужненська сільська рада утворена в 1939 році.
- Територія ради: 86,43 км²
- Населення ради: 3 052 особи (станом на 2001 рік)
- Територією ради протікають річки Горинь, Замчисько.

## Населені пункти
Сільській раді підпорядковані населені пункти:
- с. Підлужне
- с. Велика Любаша
- с. Корчів'я
- с. Космачів
- с. Трубиці

## Склад ради
Рада складається з 20 депутатів та голови.
- Голова ради: Ткачук Олена Василівна
- Секретар ради: Ткачук Марія Леонідівна

### Керівний склад попередніх скликань
| Прізвище, ім'я, по батькові | Основні відомості                                                                                         | Дата обрання | Дата звільнення |
| --------------------------- | --- | ------------ | --------------- |
| Ткачук Олена Василівна      | Сільський голова, 1957 року народження, освіта середня спеціальна, позапартійна                           | 26.03.2006   | 31.10.2010      |
| Ткачук Олена Василівна      | Сільський голова, 1957 року народження, освіта середня спеціальна, Всеукраїнське об'єднання «Батьківщина» | 31.10.2010   |                 |

Примітка: таблиця складена за даними сайту Верховної Ради України

## Населення
Згідно з переписом УРСР 1989 року чисельність наявного населення сільської ради становила 3261 особа, з яких 1569 чоловіків та 1692 жінки.
За переписом населення України 2001 року в сільській раді мешкала 3051 особа.

### Мова
Розподіл населення за рідною мовою за даними перепису 2001 року:
| Мова       | Відсоток |
| ---------- | -------- |
| українська | 99,25 %  |
| російська  | 0,69 %   |
| білоруська | 0,03 %   |
| гагаузька  | 0,03 %   |